# Kvarntjärnen (Silbodals socken, Värmland)
Kvarntjärnen är en sjö i Årjängs kommun i Värmland och ingår i Göta älvs huvudavrinningsområde. Sjöns area är 0,017 kvadratkilometer och den är belägen 277 meter över havet.